# Lancaster (Anglie)
Lancaster je město nacházející se na severozápadu Anglie v hrabství Lancashire. Rozkládá se podél řeky Lune a podle výsledků sčítání obyvatel z roku 2001 má 45 952 obyvatel. Spolu s dalšími sousedními městy je součástí vyššího správního celku – distriktu City of Lancaster, který má 133 914 obyvatel. Tradičně je hlavním městem hrabství Lancashire, jemuž dalo jméno a je jeho komerčním, kulturním a vzdělávacím centrem.

## Historie
Název města pochází ze jména řeky Lune, která jím protéká a jejíž jméno pochází z keltštiny, a impozantního hradu (anglicky castle). Původní název Loncastra se postupně změnilo na současný Lancaster.
Lancasterský hrad byl částečně vybudován ve 13. století na místě původní římské pevnosti a rozšířen za vlády Alžběty I. Je známý pro procesy s čarodějnicemi z roku 1612. Uvádí se, že počet odsouzených a oběšených obětí byl největší v celé zemi mimo Londýna.
Lancaster obdržel roku 1193 výsadu pořádání pravidelných trhů ale status města mu byl udělen až roku 1937. Mnoho budov v centru města a podél St. George's Quay pochází z 18. století a byly postaveny v době kdy byl Lancaster velmi rušným městem a čtvrtým nejdůležitějším centrem obchodu s otroky. Pozice města jako významného přístavu však měla jen krátké trvání, protože se řeka stala nesplavnou pro lodě s větším ponorem. V minulosti byly hlavními přístavy pro město Morecambe, Glasson Dock a Sunderland Point a v současnosti je to Heysham.

## Geografie
Lancaster je nejsevernějším městem hrabství Lancashire a nachází se asi 5 kilometrů ve vnitrozemí od Morecambe Bay. Město se rozprostírá kolem řeky Lune a Lancasterského kanálu. Dálnice M6 prochází na východ od města a West Coast railway line prochází železniční stanicí v Lancasteru.

## Ekonomika a průmysl
Ekonomika Lancasteru je orientována na poskytování služeb. Ve městě se produkuje nebo vyrábí krmiva pro zvířata, textilní zboží, chemikálie, dobytek, papírenské výrobky, umělá vlákna, zemědělské stroje a těžká nákladní vozidla . V poslední době dochází i k rozvoji technologicky vyspělejší výroby. Až do nedávné doby sídlila ve městě centrála společnosti Reebok, ale poté co se spojila se společností Addidas plánuje přesunout výrobu do Boltonu a Stockportu.
V Lancasteru se nachází rozsáhlé nákupní centrum a je místem nákupů pro severní Lancashire a jižní Cumbrii. Marketgate Shopping Centre a St. Nicholas Arcades jsou nejdůležitější zastřešená obchodní centra ve městě. V okolí se mimo obchodů společností významných značek nachází i mnoho menších prodejen drobných soukromých obchodníků nabízejících oděvy a klenoty. Další obchodní střediska se nacházejí na okraji města.

## Správa
Lancaster a sousední Morecambe se postupem doby sloučily do jedné konurbace a v současnosti jsou spravovány společně. Město a distrikt Lancaster a municipální distrikt Morecambe a Heyshamu byl spojen roku 1974 a vznikl tak distrikt City of Lancaster v rámci hrabství Lancashire. Tento distrikt obdržel status města a je spravován radou města Lancasteru (Lancaster City Council).
Lancaster je součástí volebního obvodu Lancaster and Wyre do parlamentu a regionu Severozápadní Anglie pro volby do Evropského parlamentu.

## Kultura
Lancaster jako historické město nabízí průměrný rozsah kulturního vyžití. Ve městě se zachovaly mnohé stavby ve stylu georgiánské architektury. Mezi nejznámější historické stavby ve městě patří Lancasterský hrad, převorský kostel Svaté Marie a Ashtonův památník.
Lancaster Grand Theatre a Dukes Theatre jsou nejdůležitějšími místy pro pořádání představení. Ve městě se také koná festival Play in the Park, série představení na otevřeném prostranství v místním Williamson Parku. Místní univerzita se může pochlubit největší studentskou scénou Evropy, která pravidelně hostí známé komiky, taneční soubory a dramatická představení. Dalšími kulturními událostmi jsou Lancaster Jazz Festival a Maritime Festival.

## Vzdělání
Ve městské části Bailrigg sídlí Lancasterská univerzita, univerzita, která se může pochlubit skvělými výsledky v oblasti výzkumu ve srovnání v rámci univerzit Velké Británie a je jednou z nejlepších obchodních škol.[zdroj⁠?!] Na škole se nachází i laboratoř, která je centrem rozvoje pro informační a komunikační technologie.
V Lancasteru také sídlí jedna fakulta školy University of Cumbria a to na místě kde dříve bývala St Martin's College. Tato fakulta poskytuje kursy postgraduální i pro studenty denního studia v oborech uměleckých, sociálních, obchodních, pedagogických a zdravotních.
Na úrovni středoškolského vzdělání jsou to v Lancasteru například školy Lancaster Royal Grammar School, Lancaster Girls' Grammar School, Ripley St. Thomas C of E High School, Our Lady's Catholic College, Central Lancaster High School a  Morecambe College.

## Sport
Lancasterský veslařský klub John O'gaunt Rowing Club je čtvrtým nejstarším veslařským klubem Velké Británie. Jeho sídlo se nachází u hráze poblíž Skertonu. Fotbalový klub Lancaster City FC hraje v nižší fotbalové soutěži. Lancasterský kriketový klub sídlí nedaleko řeky Lune a má dva seniorské oddíly.

## Turistické atrakce
- Lancasterský hrad
- Lancaster Priory
- Lancasterské městské muzeum
- Lune Millennium Bridge
- Williamson Park

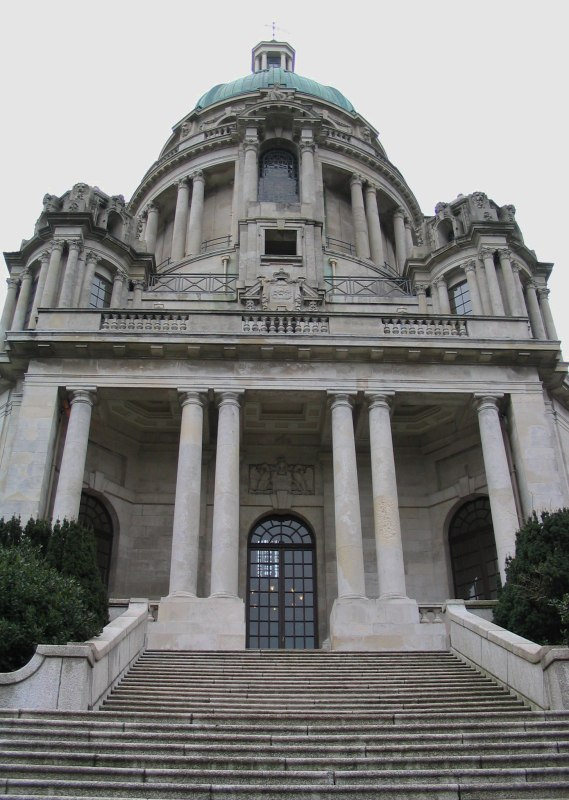
Ashtonův památník

- Ashton Memorial and Butterfly House
- Lancasterská katedrála
- Storey Institute
- Judges Lodgings
- Cottage Museum
- Lancaster University's Ruskin Library
- Quayside Maritine Museum
- Lancaster Royal Grammar School
- Lancaster Girls' Grammar School
- The Duke's Playhouse
- The Gregson Centre
- Lancaster Grand Theatre
- Lancaster Musicians Co-operative
- Lancaster Golf Club